# Мерцедес-Бенц CLE
„Мерцедес-Бенц CLE“ (Mercedes-Benz CLE) е модел гран туризмо спортни автомобили (сегмент S) на германската компания „Мерцедес-Бенц“, произвеждани от 2023 година.
Предлага се като купе и кабриолет с 2 врати и трябва да замени спрените купе и кабриолет варианти на моделите „Мерцедес-Бенц C-класа“ и „Мерцедес-Бенц E-класа“, като остава единственият подобен модел на „Мерцедес-Бенц“ след прехвърлянето на останалите спортни модели към подмарката „Мерцедес-А Ем Ге“.